# Tauberbischofsheim
Tauberbischofsheim là thị trấn thủ phủ của huyện Main-Tauber-Kreis, đông bắc bang Baden-Württemberg, Đức. Nằm bên bờ sông Tauber, nơi đây là một điểm đến du lịch nổi tiếng với nhiều công trình lịch sử, thậm chí nhiều công trình đã xuất hiện từ thời Trung Cổ.

## Thị trưởng
Danh sách thị trưởng của Tauberbischofsheim từ năm 1945:
- 1945–1946: August Haun
- 1946–1952: August Otto Bruch
- 1952–1958: Anton Baumann
- 1958–1972: Walter Grosch
- 1973–1980: Hans Dörfle
- 1981–1995: Erich Hollerbach (CDU)
- 1995–2019: Wolfgang Vockel
- 2019–: Anette Schmidt